# Funisciurus duchaillui
Funisciurus duchaillui är en däggdjursart som först beskrevs av Sanborn 1953. Den ingår i släktet Funisciurus och familjen ekorrar. IUCN listar den under kunskapsbrist ("DD").

## Taxonomi
Catalogue of Life listar inga underarter.
Arten betraktades förr som en synonym till Funisciurus isabella, men blev erkänd som egen art 2005.

## Beskrivning
Pälsen på ovansidan är olivbrun med en svart längsstrimma på varje sida, omgiven av två vita strimmor. Buken är grå. Kroppslängden varierar mellan 18,5 och 21 cm, ej inräknat den 19 till 23 cm långa svansen. Vikten varierar mellan 180 och 220 g.

## Utbredning
Arten har påträffats i centrala Gabon på Ogoouéflodens vänstra (södra) bank, söder om bergskedjan Massif du Chaillu.

## Ekologi
Funisciurus duchaillui lever i tropisk, fuktig skog, särskilt med träd tillhöriga familjerna ärtväxter och Burseraceae. Vanligtvis påträffas den ensam, mera sällan i par. Ekorren håller främst till på trädkronornas lägre nivåer, 4 till 6 meter över marken, men förekommer på alla nivåer upp till 25 meter. Födan består av frukter, bland annat från Dialium och Xylopia.